# Laufrichtung
Laufrichtung bezeichnet generell die aus einer – eventuell nur gedachten – Bewegung entstandene Richtungs- oder Positionsangabe; der Begriff wird in der Regel nur verwendet, wenn eine von zwei möglichen Richtungen angegeben wird. 

## Papier
Bei industriell hergestelltem Papier ist die Laufrichtung (engl.: machine direction, Abkürzung: md) die Richtung, in der die Zellstofffasern bevorzugt ausgerichtet sind. 
Die Fasern schwimmen während der Papierherstellung frei und ordnen sich vermehrt parallel zur Produktionsrichtung der Papierbahn ein. Dadurch lässt sich später das Papier im fertigen Zustand an der Seite parallel zur Faserrichtung leichter biegen als an der anderen. Für die Zeitschriften- und Buchherstellung muss die Laufrichtung immer parallel zum Buchrücken sein, da sich die Seiten sonst sehr schlecht blättern lassen. Lediglich bei Bezugsmaterialien für Ordner und Ringbücher ist sie quer zum Buchrücken richtig.
| • | Breitbahn, short grain BB, SG | Blatt, bei dem die kurze Kante parallel zur Maschinenlaufrichtung verläuft |
| • | Schmalbahn, long grain SB, LG | Blatt, bei dem die lange Kante parallel zur Maschinenlaufrichtung verläuft |

## Schriftsystem
Die Laufrichtung einer Schrift (die Schreibrichtung) verläuft von links nach rechts (oder von rechts nach links) sowie von oben nach unten (oder von unten nach oben). Hierbei können nicht nur einzelne Zeilen oder Spalten gemeint sein, sondern auch Textspalten oder Tabellenzellenanordnungen. Siehe auch Zickzack und Bustrophedon.

## Technik
In der Technik beschreibt der Begriff unter anderem die Laufrichtung bei Getrieben und Freiläufen (Vorlauf, Rücklauf), die Laufrichtung im Uhrzeigersinn oder gegen den Uhrzeigersinn, die Laufrichtung von Reifen usw.